# Jaworowy Żleb

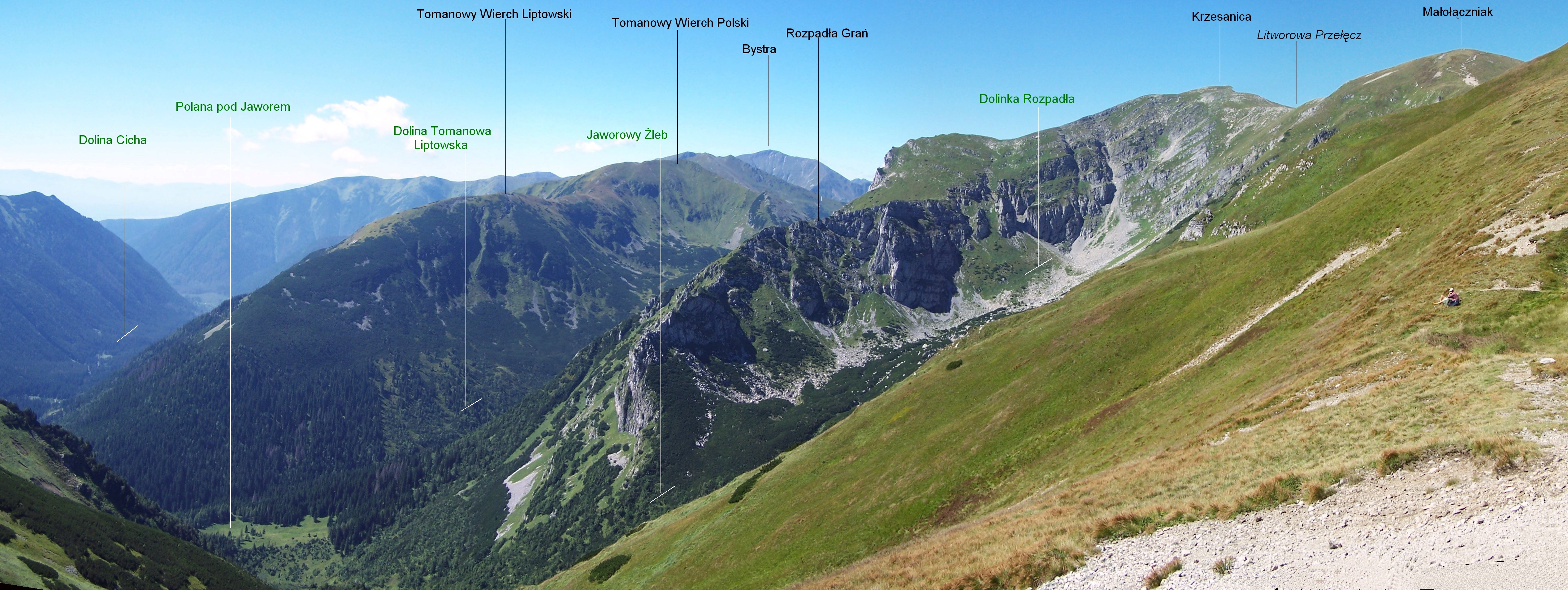
Widok na Jaworowy Żleb z Suchego Wierchu Kondrackiego

Jaworowy Żleb (słow. Javorový žľab) – żleb opadający z Dolinki Rozpadłej w słowackich Tatrach Zachodnich. Jest to kręty i dość szeroki żleb wcinający się pomiędzy dolną część Rozpadłej Grani i Jaworowy Grzbiet. Jego przedłużeniem w górę jest Żleb spod Dziury schodzący spod Kopy Kondrackiej. Jaworowy Żleb opada do Doliny Cichej w górnej części Polany pod Jaworem. Jego dnem spływa niewielki Jaworowy Potok, uchodzący poniżej Polany pod Jaworem do Tomanowego Potoku Liptowskiego. Jaworowy Potok jest zwykle suchy, na powierzchni pojawia się dopiero przy Polanie pod Jaworem. Zimą Jaworowym Żlebem schodzą lawiny.